# George B. Cortelyou
George Bruce Cortelyou (ur. 26 lipca 1862 w Nowym Jorku, zm. 23 października 1940 tamże) – amerykański polityk, członek Partii Republikańskiej, sekretarz handlu i pracy, sekretarz skarbu.

## Działalność polityczna
W okresie od 18 lutego 1903 do 30 czerwca 1904 był sekretarzem handlu i pracy, a od 4 marca 1907 do 7 marca 1909 sekretarzem skarbu w gabinecie prezydenta Roosevelta.